# Combat d'Arbúcies
El Combat d'Arbúcies, també anomenat Batalla d'Arbúcies o Batalla de Grau d'en Sala, fou l'enfrontament lliurat el 14 de gener del 1714 entre les tropes borbòniques i els sometents d'Arbúcies, Sant Hilari Sacalm, Espinelves i Viladrau durant la Guerra dels catalans (1713-1714), la darrera campanya militar de la Guerra de Successió Espanyola a Catalunya.
El 13 de gener del 1714 una columna borbònica provinent d'Hostalric passava per Arbúcies per anar a socórrer el general Feliciano Bracamonte a Vic. El desencadenant del combat va ser l'abús de poder de la soldadesca durant la seva estada al poble, que va fer que els vilatans preparessin una emboscada amb les viles de la rodalia per a l'endemà entre el turó de Grau d'en Sala i la riera d'Arbúcies, una zona de penyes molt muntanyosa. El matí del 14 de gener, els sometents van envoltar la columna borbònica i des de posicions avantatjoses la van anorrear provocant-li 500 baixes dels 800 homes que la constituïen.
Poques setmanes després el comandament borbònic va enviar una expedició de càstig més nombrosa que va cremar Arbúcies, Espinelves i, en menor mesura, Viladrau.

## Antecedents
La vall d'Arbúcies és una posició d'importància estratègica, ja que permet el pas entre la Catalunya interior i el litoral català unint Vic i Hostalric. Aquest fet geogràfic va afavorir que, a més a més de les plagues, epidèmies i males collites, la zona hagués de servir de lloc de pas i d'allotjament de les tropes que participaven en els conflictes de la monarquia d'Espanya. El segle xvii la zona va patir la guerra dels Segadors (1640-52), la revolta dels Barretines (1687-89), la Guerra dels Nou Anys (1689-1697) i a partir del 1705 la Guerra de Successió Espanyola. Concretament a Arbúcies s'hi van establir soldats els anys 1680, 1682, 1691, 1693 i 1696, 1698, 1701, 1710, 1711, 1714, 1717 i 1720; aquests hostes sovint acabaven abusant dels béns i de les persones que els acollien. Així per exemple, durant l'estada de les tropes del vescomte de Moià el febrer de 1698, els soldats van assassinar sàdicament un mosso a punyalades i van perseguir un altre home a baioneta calada a casa seva. Aquesta situació era una sagnia econòmica per la regió i feia que durant alguns períodes el creixement de la població del poble fos negatiu. La suma de tots aquests factors va generar una situació de descontentament i odi envers els soldats estrangers entre la població, que propiciaria més tard l'enfrontament contra les tropes borbòniques.

### Guerra dels catalans (1713-1714)
Durant la darrera campanya de la Guerra de Successió Espanyola a Catalunya —l'anomenada Guerra dels catalans (1713-1714)—, la vila d'Arbúcies es va veure afectada primerament per l'Expedició del Braç Militar d'Antoni de Berenguer. Aquesta operació militar tenia per objectiu reclutar voluntaris a l'interior de Catalunya i aconseguir el control de la fortalesa d'Hostalric, tot obligant a retirar algunes forces del Setge de Barcelona (1713-1714). Aquesta força no va poder prendre Hostalric i es va retirar cap a la plana de Vic tot passant per Arbúcies. Al seu encalç hi anaven les tropes borbòniques. El general Feliciano Bracamonte, que liderava la persecució, va arribar-hi el setembre del 1713. Durant la retirada catalana els borbònics hi van perdre alguns homes. Per venjar-se, Bracamonte va fer acampar les tropes al camp de l'Oliver, a prop de la vila, i van fer tota mena de malvestats. Van saquejar i cremar cases, van robar tot el blat de diferents masos i van endur-se tot el raïm de les vinyes tot malmetent un sembrat de fesols, blat de moro i de cànem a sobre del qual s'havien instal·lat. Aquesta seria una altra força motriu que impulsaria els arbuciencs a atacar la columna borbònica.
Mesos després, a finals del 1713, els exèrcits de les dues corones borbòniques estaven lliurant la guerra en dos fronts. D'una banda al setge de Barcelona i per altra banda al front exterior havien de controlar les terres hostils i insubmises de l'interior del país, fet que requeria una immensa quantitat de soldats. Aquesta situació va obligar les autoritats borbòniques a replantejar la logística de la guerra. Per poder assumir les despeses de la gran mobilització el comandament borbònic va crear una contribució de guerra, que s'havia de cobrar a tot el país ja ocupat. El pagament, de 750.000 pesos, s'havia de cobrar de forma fraccionada cada quinze dies, motiu pel qual van rebre el nom de quinzenades.
La població catalana, cansada dels saquejos i espolis, va rebre la iniciativa amb indignació, ja que el pagament es considerava desproporcionat i vexatori. A mitjans de gener del 1714 va esclatar la revolta de les quinzenades, sinó provocada atiada pels comandaments catalans però dirigida per part dels pagesos a qui se'ls van aplicar mesures disciplinàries per no poder pagar l'impost. El primer poble a alçar-se en armes fou Sant Martí Sarroca, el 4 de gener de 1714, que emboscà una dotació de cobradors. Ràpidament la insurrecció es va estendre no només a la Catalunya central sinó a punts ben allunyats com Caldes de Montbui, Balsareny, Sallent, Prats de Lluçanès. El fet d'armes d'Arbúcies s'emmarca en aquesta revolta que té com a objectiu global donar suport a la Barcelona assetjada alhora que s'allibera dels pagaments abusius a la població.

## La columna borbònica

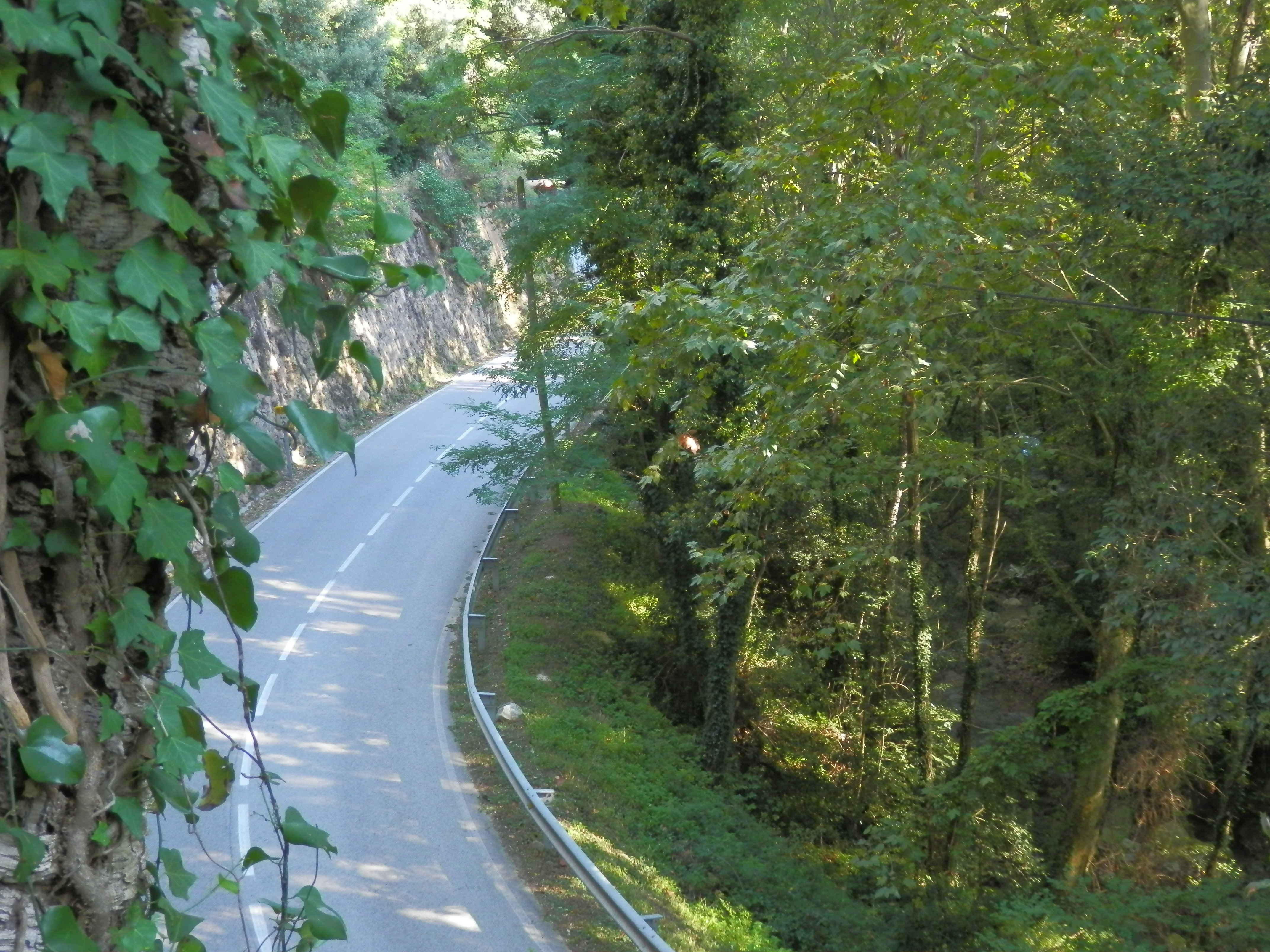
Actualment, pel camí on hi va haver la Batalla d'Arbúcies hi ha la carretera GI-543. Aquesta és una possible vista dels sometents sobre el camí, per on passarien els borbònics, amb la riera d'Arbúcies de fons. S'ha de tenir en compte que en aquella època el viarany per on havien de passar era molt més estret, cosa que va debilitar la columna borbònica.

La insurrecció, que durava des del dia 4 de gener, es mantenia i es va estendre fins a Osona. La plaça forta de Vic estava ocupada pel comandant borbònic Feliciano de Bracamonte, el comandant que el setembre de 1713 havia abusat d'Arbúcies, però perillava a causa de la revolta de les quinzenades. Per donar-li suport, el duc de Pòpuli, va decidir enviar-li reforços des d'Hostalric, probablement el dia 12 de gener. Allà, es va organitzar una columna formada per uns 610 infants dels regiments de Nieuwpoort i Oostende, majoritàriament provinents de Valònia, a més a més d'uns 130 genets de la guarnició d'Hostalric per acompanyar-los. La corrua, que havia d'avançar per camins estrets, feia més de mig quilòmetre entre homes i animals.
La força va marxar el dia 13 de gener i estava liderada per Francisco Bruno de Cano, coronel del regiment d'Oostende, seguit en la cadena de comandament pel coronel Franclieu, del regiment de Nieuwpoort. Per anar-hi al més ràpidament possible, sense fer marrada, van decidir dirigir-s'hi per l'estratègic pas entre el Montseny i les Guilleries. El mateix dia, cap a les 3 de la tarda, la columna va arribar a Arbúcies, més o menys a la meitat del camí, per quedar-s'hi durant la resta del dia. En aquella època el centre urbà d'Arbúcies tenia poc més de 200 habitants, una cinquena part de la població total del terme, que rondava els 1000 habitants.
Per aturar-s'hi s'havia de muntar un campament, acordar amb els jurats de la vila l'entrega de menjar, beguda i allotjament pels oficials... Inevitablement hi va haver aldarulls. Franclieu, a les seves memòries, descriu un comportament exemplar de la tropa borbònica: van demanar la fusta, el pa i fins i tot van pagar el vi als jurats del poble.
Castellví, per contra, escriu una versió més creïble. Segons aquest hi va haver tres esdeveniments que van encendre els ànims. El primer fou que els borbònics, durant una discussió amb el jurat primer, li van pegar dos cops amb un bastó. El segon incident va passar mentre la tropa s'instal·lava. Un soldat va veure una noia i va intentar forçar-la, ella s'hi va resistir i llançant-li una pedra va fer-li un trau a la cara. Finalment, un comandant va demanar que un guia acompanyés un missatger borbònic fins a Hostalric. Durant el camí es devien barallar i el guia va tornar al poble amb una ferida de ganivet, fet que no va ser castigat.
Aquests incidents, segons Castellví, van ser el detonant que va fer que la població s'indignés i preparés una resposta als greuges.

## El combat

### Preparatius
Aquella nit, Francesc Puig i Isidre Pujató capitostos del sometent d'Arbúcies, segurament cinquanteners designats, van enviar missatgers als pobles del voltant i a les masies properes per convocar els homes sense despertar les sospites dels borbònics.
L'estratègia dels catalans consistia a fer una emboscada tallant l'avenç de la columna amb una barrera d'arbres creuats, darrere la qual hi hauria homes, al punt més estret, a l'alçada del mas Pujol. Segons Castellví, de la tasca de defensar el bloqueig rere els arbres tallats se'n va encarregar una quarantena de viladrauencs ben armats. La resta del sometent, i també els provinents de Sant Hilari i Espinelves, es van col·locar vora el bloqueig o dispersats a les penyes que envoltaven el camí de bast. El sometent d'Arbúcies, per altra banda, s'encarregaria de fer la maniobra que culminaria l'encerclament. Consistia en, darrere la columna, tallar-los la retirada amb un altre bloqueig d'arbres que s'hauria de fer ràpidament a les penyes de Grau d'en Sala un cop haguessin passat i després defensar la posició. La ràpida mobilització i preparació fa pensar que el pla ja estava ordit des de feia temps i que simplement es van haver d'avisar els homes.
La distància entre els dos punts del bloqueig rondava els 2 quilòmetres i era un pas estret, amb la riera d'Arbúcies a l'esquerra i penyes elevades a la dreta.
Aquella nit doncs, els sometents es van disposar segons el que estava previst i van preparar el primer bloqueig, que hauria d'aturar l'avenç. Mentre els catalans es preparaven, tallant arbres i posicionant-se, els borbònics van passar la nit al poble. Segons escrigué a les seves memòries el coronel Jacques-Laurent-Pierre-Charles Franclieu, va recomanar al coronel Cano que totes les tropes estiguessin a punt per al combat, a les sis cases més grans i properes a la plaça o al voltant d'un gran foc. Cano tot i tenir menys experiència i estar per sobre seu a l'escala de comandament, va fer-li cas. Franclieu també va escriure que la intenció dels veïns era degollar-los durant la nit, però és molt probable que sigui una gran exageració de les friccions entre els vilatans i la tropa.
El dia 14 de gener amb la sortida del sol, cap a les sis o quarts de set, els soldats es van llevar i van preparar-se per la nova jornada. A les vuit del matí ja estaven a punt i van començar a desfilar cap a Viladrau, la propera vila en el seu camí entre Hostalric i Vic. A l'avantguarda hi anaven 30 granaders i 20 genets, darrere seu hi anava un cos d'infanteria, després la plana major i la cavalleria, a continuació l'altre regiment d'infanteria i finalment la rereguarda.
Havent marxat la columna borbònica, sembla que el poble va ser evacuat al turó de Sant Climent, vora el castell de Montsoriu, per precaució. Un capellà que va fugir, va escriure al Llibre Notarial d'Arbúcies:
| «             | lo attestant veu que molta de la gent de la vila de Arbucias a la part de la muntanya de Sant Climent | » |
| — Joan Rovira | |   |

En aquell turó Joan Rovira diu que van trobar-se amb gent de Riells i, tot i que no ho explica, el més segur és que hi anessin les dones, els nens i els vells massa grans per combatre. D'aquesta manera, és de suposar que el poble va quedar buit per evitar que si el pla fracassava els borbònics no castiguessin la població.

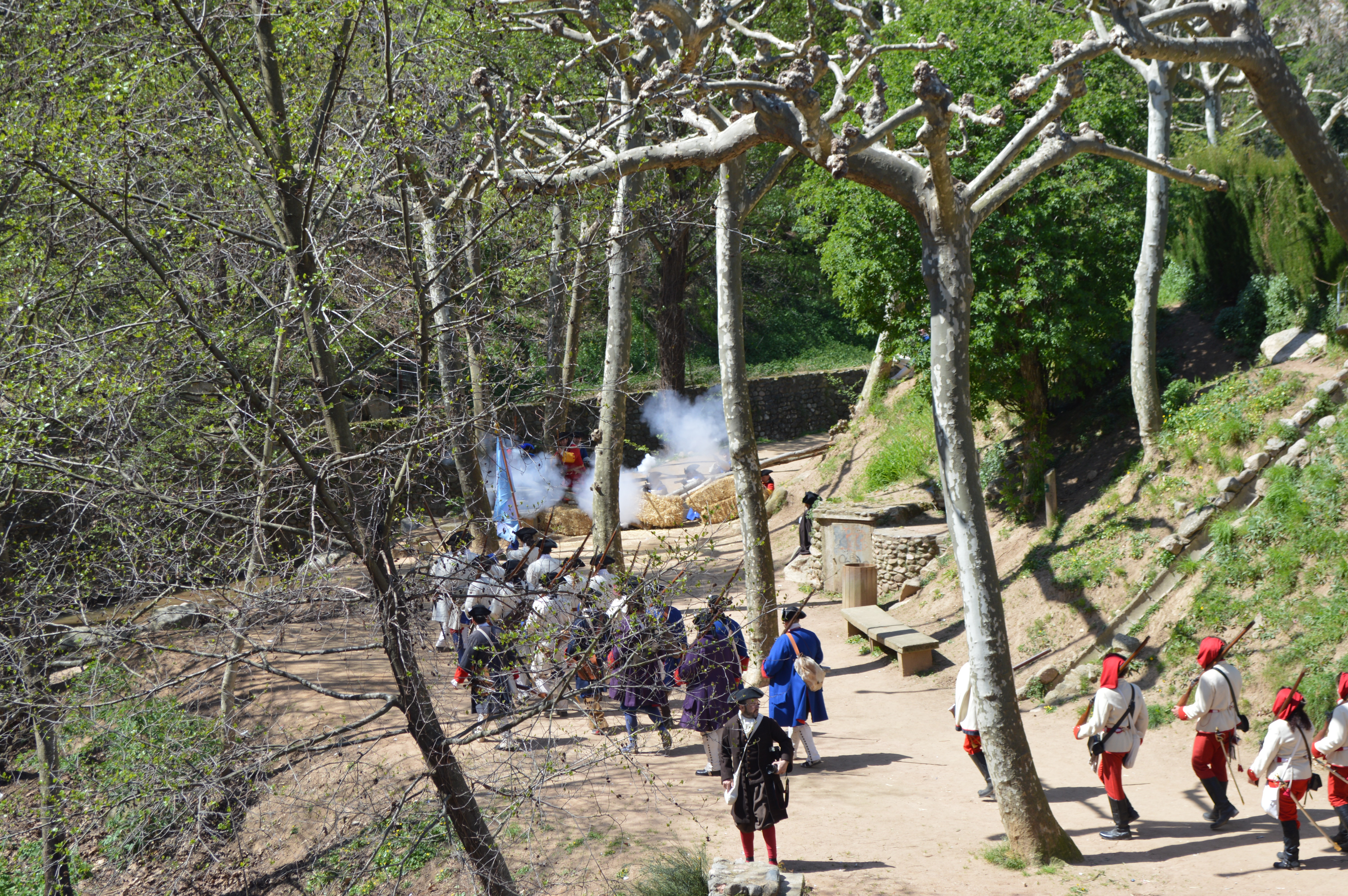
Reconstrucció històrica de l'emboscada realitzada als borbònics durant la recreació del combat d'Arbúcies de l'any 2015.

### Desenvolupament
La tropa borbònica va continuar avançant pel camí i, darrere seu, el sometent d'Arbúcies els va anar seguint i a les penyes de Grau d'en Sala van bastir-hi una segona barrera d'arbres creuats sense que se n'adonessin.
Quan l'avantguarda de la columna, 30 granaders i 20 genets, van arribar al Pujol, el lloc on hi havia l'estacada que tallava l'avenç, els sometents d'Espinelves, Sant Hilari i Viladrau van començar l'ofensiva obrint foc sobre tot el cos borbònic.
La columna tenia la barrera d'arbres del Pujol al davant, a l'esquerra la riera i a la dreta un penya-segat ple d'homes armats, a uns 150 o 200 m sobre seu. El coronel Francisco Cano, sota intens foc, va unir els oficials per decidir com actuar a una zona una mica coberta. Sense saber que al darrere hi hauria el sometent d'Arbúcies, van decidir retirar-se cap a Hostalric, tot i l'oposició de Franclieu, que optava per avançar i sorprendre els catalans. L'avantguarda de la retirada es va assignar a Franclieu, que disposava de dues companyies de granaders i dos piquets.
Retrocedint pel camí Franclieu va tornar fins al Mal Pas, a prop del Molí de les Pipes. Allà el sometent d'Arbúcies estava ben parapetat als marges i a la barrera d'arbres. Igual que al Pujol, les tropes borbòniques estaven exposades i rebien els trets sense poder articular una resposta. En aquest cas, els genets que s'havien assignat a Franclieu, van desmuntar i els seus corsers van servir d'escuts contra les bales dels catalans. Després d'atacar la posició de la rereguarda diversos cops finalment van aconseguir obrir-se pas amb 30 cavallers i 20 granaders. Darrere seu més soldats van aconseguir fugir. Franclieu va tornar a Arbúcies i va fer entrar els seus homes a l'església, per reagrupar-se amb la resta dels que havien aconseguit escapar. Segons Franclieu, Cano, que també es va escapar, va fugir a correcuita fins a Hostalric, mentre que ell va recular a pas lent per unir tota la infanteria supervivent.
Però la majoria no va poder fugir del parany. El combat es va allargar 6 hores en total, durant les quals els catalans van delmar les forces borbòniques, que van perdre vora 250 homes, mentre que els sometents només van patir 7 morts i 17 ferits. A les dues de la tarda, les tropes borbòniques restants que no havien pogut escapar-se, totalment encerclades i desmoralitzades van cridar a capitulació.

### Desenllaç
Francesc Puig i Isidre Pujató van decidir firmar la capitulació. Els borbònics van entregar tot l'equipatge, sis banderes, dues trompetes, cinc tambors i es van fer presoners 268 soldats i 72 oficials, 58 dels quals eren flamencs. El tractament d'aquests presoners difereix segons les fonts.
Segons Castellví als presoners no se'ls va prendre la vestimenta, tot i que als soldats sí que se'ls van prendre les casaques. Els arbuciencs van donar a Viladrau, Espinelves i Sant Hilari una bandera a cada un.

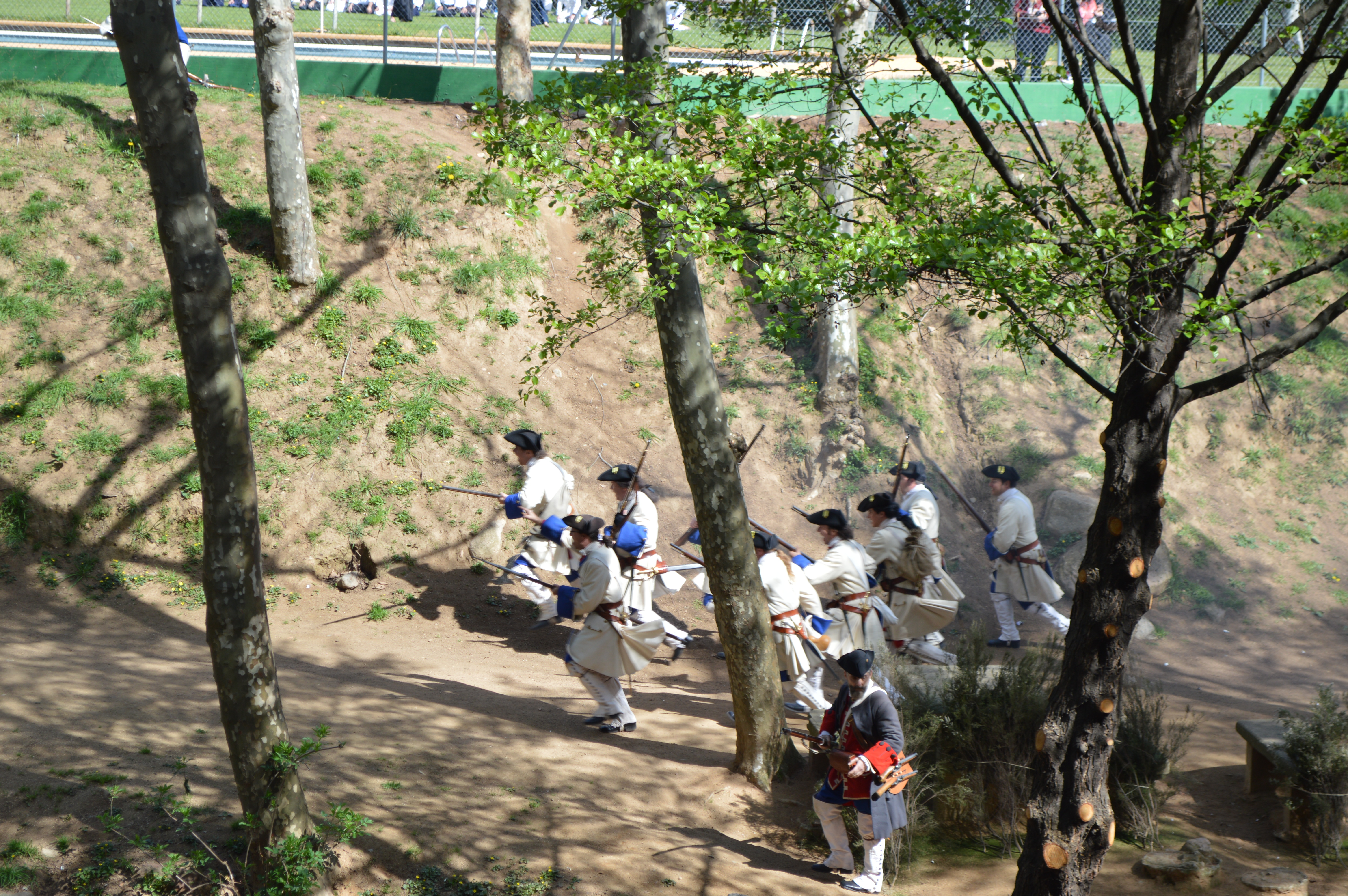
Càrrega final borbònica durant les III Jornades de Recreació Històrica del Combat d'Arbúcies, el 3 d'abril de 2016.

En canvi, segons Franclieu, el tractament dels presoners de guerra fou molt diferent. A les seves memòries explica que les tropes capturades van ser brutalment assassinades, se'ls van lligar les mans de dos en dos i se'ls va estimbar daltabaix d'un penya-segat després d'apunyalar-los. Segons el militar borbònic, els únics que van defugir aquest final van ser els oficials, que es van enviar a Cardona.
Vist des de la lògica militar, tot i que és probable que exagerés o s'inspirés en d'altre execucions, la postura de Franclieu és la més plausible. En aquella època no hi havia cap tractat que protegís els presoners. A més a més, el cost de mantenir els supervivents i cuidar-se'n hagués estat molt gran. Per altra banda, tampoc se'ls hagués pogut fer servir com a moneda de canvi. Finalment, tenint en compte que la zona havia patit anteriorment els estralls de la guerra i que, segurament, els havien arribat rumors de les massacres de civils que les tropes francoespanyoles havien comès a altres indrets del Principat el més segur és que els presoners sense graduació fossin executats. Una carta del duc de Pòpuli, quan informa al rei del càstig a Arbúcies, sembla corroborar la teoria afirmant que els presoners del combat van ser degollats.
Els presoners supervivents, segurament els oficials, es van mantenir al castell de Montesquiu i a Arbúcies, des d'on posteriorment van ser enviats a la fortalesa de Cardona.

## Conseqüències
La revenja borbònica arribaria uns mesos després. El 31 de març el general Tiberio Carafa, el general Feliciano Bracamonte i el general Fiennes uniren els seus destacaments formant un cos d'exèrcit de 5.000 homes, per cremar i saquejar la vila d'Arbúcies i els llocs de Viladrau i Espinelves. Uns 300 miquelets del coronel Ermengol Amill units als sometents de la comarca s'hi oposaren mentre pogueren emparades en els congosts. Els feren forta oposició però, tot i esperar fins a l'últim moment, els vilatans van haver de retirar els béns de les seves cases i amagar-se a les muntanyes. Abans d'abandonar el poble, encara van disparar una última descàrrega contra els borbònics al pont d'Arbúcies. Inevitablement les tropes borbòniques van prosseguir el seu avenç i l'1 d'abril cremaren Espinelves, algunes cases de Viladrau i tota la vila d'Arbúcies excepte l'església, que van saquejar ultratjant les imatges, trencants els sagraris, i robant òbols amb les Sagrades Formes. La brutalitat d'aquesta acció quedà segellada en la correspondència del duc de Pòpuli, comandant dels exèrcits franco-espanyols, que va escriure el següent:
| «                              | Bracamonte quemó tan enteramente aquella villa de Arbucias, que sólo la iglesia se reservó del universal incendio, para que sirviese este castigo de padrón memorable para la posteridad y el escarmiento. | » |
| — duc de Pòpoli (Torras, 2005) | |   |

La notícia d'aquest càstig va tenir una repercussió internacional, publicant-se a diverses gasetes europees: Lió, Londres i París, a més a més de la de Barcelona i Madrid. A la gaseta de Lió s'explicita que el Montseny i les Guilleries eren una fortalesa natural que servia per aprovisionar els miquelets d'Ermengol Amill, justificant així la gran destrucció dels pobles i de la zona.

## Llegat

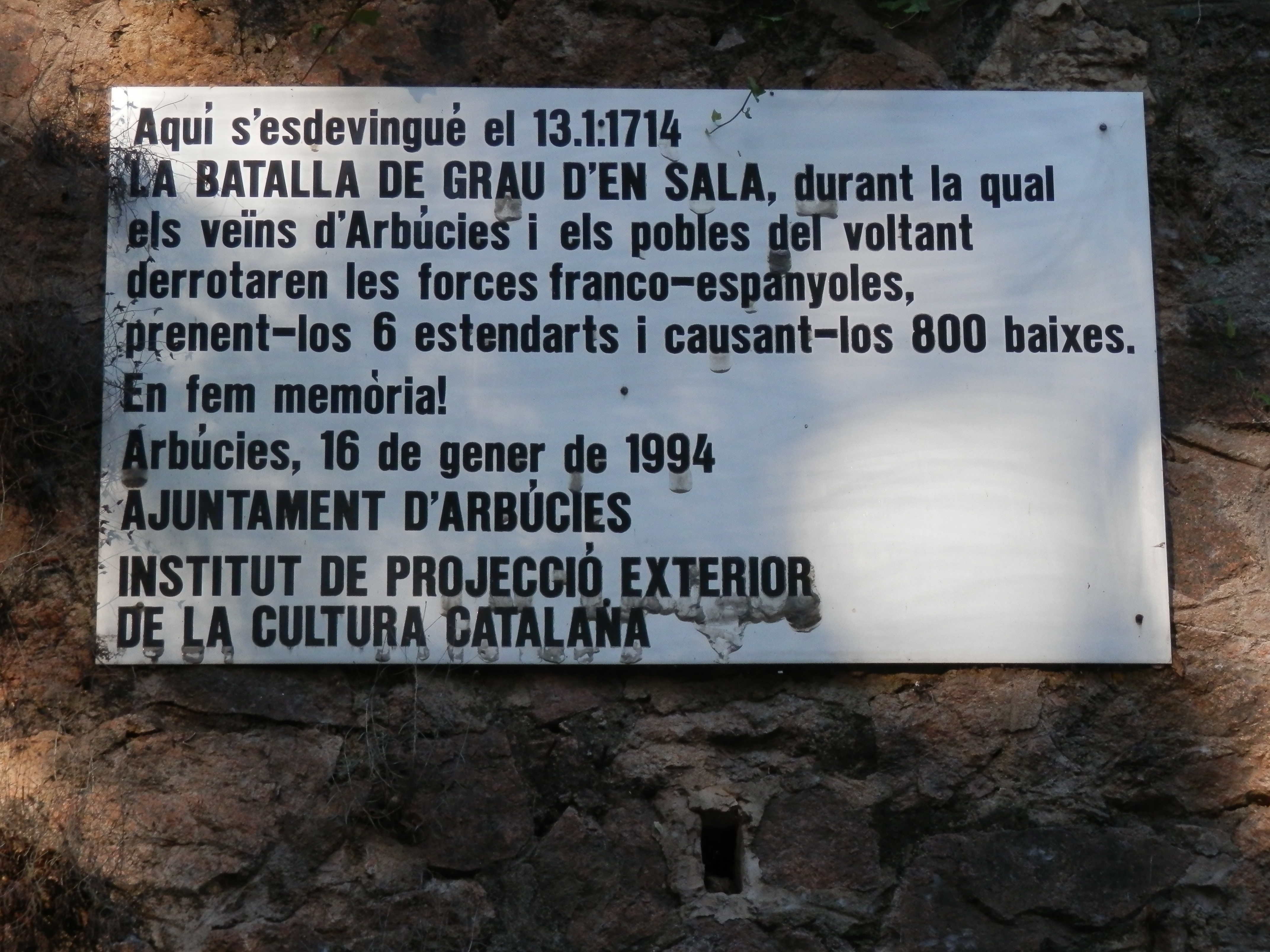
Placa en memòria als combatents de la Batalla d'Arbúcies col·locada l'any 1994.

Tot i que la història del Combat d'Arbúcies va restar durant molt de temps pràcticament oblidada per la major part de la gent, en va sobreviure la dita popular: Gent d'Arbúcies, gent d'astúcies, mata valons a cop de bastons!
L'any 1994 l'Institut de Projecció Exterior de la Cultura Catalana amb col·laboració amb l'Ajuntament d'Arbúcies va posar una placa en memòria dels combatents al lloc de la batalla, al costat de l'actual carretera GI-543.
Amb la localització de noves fonts documentals, durant la investigació dirigida pel Museu Etnològic del Montseny, es van poder reconstruir amb més fidelitat els esdeveniments de la batalla. Concretament es va trobar el capítol “Un destacament espanyol és destruït pels miquelets en els congostos d'Arbúcies” a les memòries del coronel Jacques-Laurent-Pierre-Charles Franclieu (1680-1745), comandant d'un dels regiments valons. El document, conservat al fons de la Bibliothèque Nationale de France, que se suma i complementa els relats austriacistes sobre el combat, apareguts a la Gazeta de Barcelona - Diario del Sitio de Barcelona (1713-1714) i a les Narraciones Históricas de Castellví.

### Actes del tricentenari

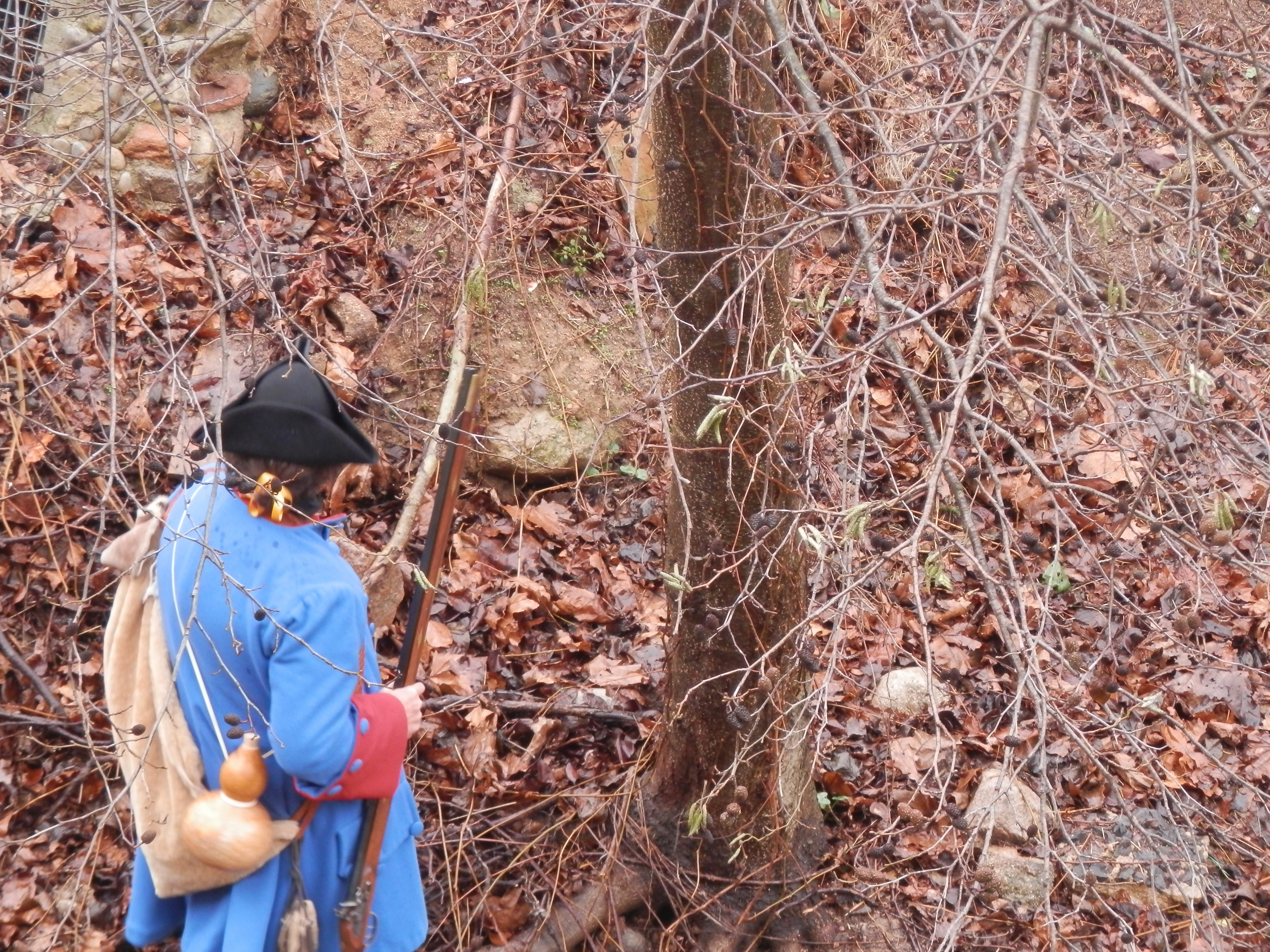
Un fuseller durant la recreació del combat d'Arbúcies del 19 de gener de 2014.

Per commemorar el tricentenari de la batalla, l'any 2014, es van posar en marxa un conjunt d'iniciatives.
Una d'aquestes iniciatives, impulsada per l'Ajuntament d'Arbúcies i el Museu Etnològic del Montseny i amb la col·laboració de la Direcció General de Cultura Popular, van presentar el 21 de desembre de 2013 un conte il·lustrat inspirat en la batalla. És el quart número de la col·lecció Contes del Montseny. I s'anomena Contes del Montseny: El combat d'Arbúcies. Arbúcies gent d'astúcies, matavalons.... Els autors, Daniel Martí i Francesc Riart, expliquen el desenvolupament de la batalla amb rigor històric.
El 14 de gener de 2014 es va fer una marxa d'atxes encapçalada per un grup de soldats figurants, resseguint l'entrada de les tropes borbòniques al poble. Acabada la marxa es van fer repicar les campanes de l'església per retre homenatge als combatents per la llibertat i es va fer una xocolatada popular.
El cap de setmana del 18 i 19 de gener de 2014, tot i la pluja, es van realitzar unes jornades de recreació històrica per commemorar la victòria. Al logotip promocional d'aquesta recreació era un grup de miquelets amb els fusells, i de forma destacada el 1714. Aquest acte va disposar del reconeixement de la comissió oficial del Tricentenari que organitzà la Generalitat. En acabar els actes de recreació l'alcalde Pere Garriga va entregar un document d'agraïment i homenatge als alcaldes de les poblacions veïnes de Sant Hilari Sacalm, Espinelves i Viladrau; reconeixent la col·laboració de tots els pobles a la victòria. També es va explicar que el propòsit és celebrar anualment la data i fer "justícia històrica" amb el fet produït.
Paral·lelament, l'11 de gener, es va presentar l'exposició Aproximació als fets d'armes del 14 de gener de 1714 al Museu Etnològic del Montseny que es va allargar fins al 9 de febrer de 2014. A l'exposició s'explicaven els fets d'armes, partint de la recerca desenvolupada a la institució.
A més a més de les altres activitats, per commemorar la batalla es va publicar el llibre 1714 El Combat d'Arbúcies - Una victòria catalana editat per Sàpiens Publicacions i encarregat per la Comissió del Tricentenari del Combat. En aquest llibre s'explica la derrota patida per les tropes borbòniques i es contextualitza el combat dins del marc de la Guerra dels catalans. Per col·laborar amb el finançament, es va posar en marxa una campanya de micromecenatge a nivell local i a través de la plataforma totSuma.

### Audiovisuals
- Fernández, Patrícia; Jordana, Albert; Palomar, Víctor. 1714, la guerra a comarques episodi 8 [Vídeo documental]: La ciutat dels setges. Catalunya: La Xarxa de Comunicació Local, 2014. 17:49 minuts.